# Masanaga Kageyama
Masanaga Kageyama (影山 雅永 Kageyama Masanaga?), född 23 maj 1967, är en japansk tidigare fotbollsspelare.
Masanaga Kageyama var tränare för Macaos herrlandslag i fotboll 2006–2008.